# Еластичність попиту за доходом
Еластичність попиту за доходом (англ. Income elasticity of demand) — це реакція обсягу попиту на товар та зміну доходів споживача. Вона вимірюється як відношення відсотка зміни обсягу попиту до відсоткової зміни доходу.

## Суть поняття
Еластичність попиту за доходом відображає, на скільки відсотків зміниться попит на товар при зміні доходу на 1 %. Вона залежить від таких чинників:

- частки вартості товару в сімейному бюджеті;
- того, чи є товар розкішшю або предметом першої необхідності;
- рівня стабільності вподобань споживачів.

Вимірюючи еластичність попиту за доходом, можна визначити, чи є товар нормальним або малоцінним. Більшість споживаних товарів належить до нормальних. З підвищенням доходів ми більше купуємо одяг, взуття, якісні продукти харчування, товари тривалого користування. Є також товари, попит на які знижується зі зростанням доходів. До таких належить продукція секонд-хенд і деякі види дешевих продуктів.
Математично еластичність попиту за доходом може бути виражена наступним чином:
{\displaystyle E_{I}^{D}={\frac {\Delta Q/Q}{\Delta I/I}},}
де верхній індекс {\displaystyle D} означає, що це еластичність попиту, а нижній індекс {\displaystyle I} говорить про те, що це еластичність попиту за доходом (від англійських слів Demand — попит і Income — дохід). Еластичність попиту за доходом відображає, наскільки змінюється попит на товар у відповідь на зміну доходу споживачів. Залежно від характеристик товарів, ця еластичність може бути різною. Класифікація благ за значеннями показника {\displaystyle E} наведена в наступній таблиці:
| Нормальне (повноцінне) благо | {\displaystyle E_{I}^{D}>0}   | Обсяг попиту збільшується при збільшенні доходу споживача. |
| Предмет розкоші              | {\displaystyle E_{I}^{D}>1}   | Обсяг попиту змінюється на більший відсоток, ніж дохід. |
| Товар першої необхідності    | {\displaystyle 0<E_{I}^{D}<1} | Обсяг попиту змінюється на менший відсоток, ніж дохід. Тобто при збільшенні доходу в певне число разів попит на заданий товар збільшиться в менше число разів. |
| Неповноцінне (нижче) благо   | {\displaystyle E_{I}^{D}<0}   | Обсяг попиту падає при збільшенні доходу споживача. Прикладом може служити ринок споживання перловки.                                                          |
| Нейтральне благо             | {\displaystyle E_{I}^{D}=0}   | Немає прямої залежності між споживанням цього блага і зміною доходу.                                                                                           |

Окремо потрібно відзначити, що і предмети розкоші, і товари першої необхідності є нормальними (повноцінними) благами, оскільки умова {\displaystyle E_{I}^{D}>0} містить обидві умови, і {\displaystyle E_{I}^{D}>1}, і {\displaystyle 0<E_{I}^{D}<1}.

Еластичність попиту за доходом залишається актуальною в сучасному економічному контексті з кількох причин:
- Потреба у розумінні споживчої поведінки: відомості про те, як змінюється попит на товари та послуги при зміні доходу, є важливими для бізнесу, урядових органів та економістів для прогнозування та планування.
- Вплив економічних змін: зміни в рівні доходу, так як і зміни у зайнятості, заробітній платі або соціальних програмах, можуть суттєво впливати на попит на товари та послуги.
- Розвиток ринків: з поглибленням глобалізації та розвитком нових ринків еластичність попиту за доходом може мати значний вплив на конкурентоспроможність продуктів та стратегії маркетингу.
- Підвищення рівня актуальності економічної освіти: зростання інтересу до економічних питань серед громадськості та студентів робить цю тему дуже актуальною для досліджень та обговорень.

Еластичність попиту за доходом може використовуватися як індикатор майбутніх змін у структурі споживання та як орієнтир для інвестиційних рішень фірми.

## Мінливість попиту за доходом
Еластичність доходу може змінюватися залежно від зміни доходу домогосподарста особливо у випадках товарів таких, як продукти харчування та енергія. За низького рівня доходу на душу населення еластичність попиту на продовольство, енергію чи інші продукти може бути високою. Однак із зростанням доходу на душу населення еластичність падає. На високих рівнях гранична еластчність може досягати нуля або навіть бути негативною. У міру індустріалізації економіки та збагачення споживчий попит змінюється. При низькому рівні доходу попит на енергію чи інші товари зростає дуже швидко. Однак у міру подальшого зростання доходу потреби в споживані (наприклад, у їжі чи енергії) задовольняються все більше. Крім того, моделі споживання зміщуються в бік послуг, для виробицтва яких потрібно менше товарів.